# Діфаєнс (Айова)
Діфаєнс (англ. Defiance) — місто (англ. city) в США, в окрузі Шелбі штату Айова. Населення — 245 осіб (2020).

## Географія
Діфаєнс розташований за координатами 41°49′32″ пн. ш. 95°20′25″ зх. д. / 41.82556° пн. ш. 95.34028° зх. д. (41.825418, -95.340354).  За даними Бюро перепису населення США в 2010 році місто мало площу 1,02 км², уся площа — суходіл.

## Демографія
Згідно з переписом 2010 року, у місті мешкали 284 особи в 121 домогосподарстві у складі 82 родин. Густота населення становила 278 осіб/км².  Було 132 помешкання (129/км²).
Расовий склад населення:
| - 98,9 % — білих - 0,4 % — корінних американців - 0,4 % — азіатів |

До двох чи більше рас належало 0,0 %. Частка іспаномовних становила 1,4 % від усіх жителів.
За віковим діапазоном населення розподілялося таким чином: 23,6 % — особи молодші 18 років, 60,2 % — особи у віці 18—64 років, 16,2 % — особи у віці 65 років та старші. Медіана віку мешканця становила 47,8 року. На 100 осіб жіночої статі у місті припадало 104,3 чоловіків;  на 100 жінок у віці від 18 років та старших — 104,7 чоловіків також старших 18 років.
Середній дохід на одне домашнє господарство  становив 50 688 доларів США (медіана — 43 500), а середній дохід на одну сім'ю — 67 158 доларів (медіана — 53 750). Медіана доходів становила 44 375 доларів для чоловіків та 29 750 доларів для жінок. За межею бідності перебувало 18,2 % осіб, у тому числі 35,9 % дітей у віці до 18 років та 12,0 % осіб у віці 65 років та старших.
Цивільне працевлаштоване населення становило 115 осіб. Основні галузі зайнятості: освіта, охорона здоров'я та соціальна допомога — 18,3 %, виробництво — 13,9 %, роздрібна торгівля — 13,0 %, будівництво — 13,0 %.